# Kaseinová vlákna

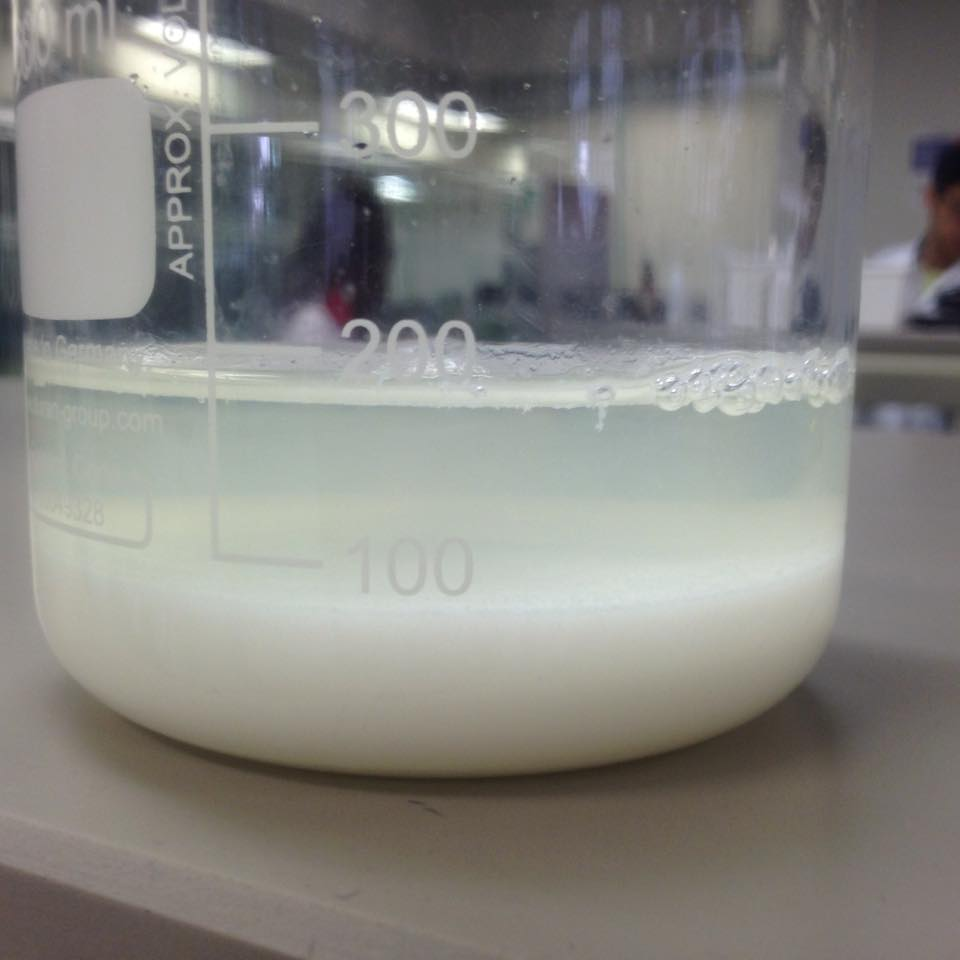
Kasein získávaný denaturací mléka

Kaseinová vlákna jsou výrobky z regenerovaných mléčných bílkovin.

## Vlastnosti
Vlákno sestává stoprocentně z mléčných proteinů, má hustotu 1,30 g/cm3, pevnost za sucha 8,0-9,7 cN/tex, za mokra 2,6-5,3 cN/tex, tažnost 50-70 %, navlhavost přes 15 %, bobtnavost 20-30 % a nízkou stálost proti alkáliím. Vlákno má hedvábný lesk, příjemný omak, oděvy z kaseinových vláken působí příznivě na lidskou pokožku.

## Způsob výroby
Výrobní stupně „klasické“ technologie:
Příprava proteinu (oddělení proteinu od tuku a příměsí, tvorba granulátu) – rozpouštění granulátu – zvlákňování – ztužení vlákniny – praní
Popis ekologického způsobu výroby kaseinových vláken, praktikovaného v 21. století, nebyl dosud (do 2024) zveřejněn.

## Z historického vývoje
První patent na výrobu kaseinových vláken podal Němec Todtenhaupt v roce 1904. Od 30. až do 70. let 20. století bylo ve světě zaznamenáno několik pokusů o zlepšení vlastností vlákna a komerční výrobu (značky Lanital, Merinova, Fibrolane aj.). Např. v roce 1939 dosáhla světová výrobní kapacita 10 000 tun, vlákna se vyráběla skoro výhradně ve formě stříží vhodných k mísení se všemi druhy přírodních i umělých materiálů. Zatímco ve 30. letech se ve světě zabývalo kaseinovými vlákny asi 40 patentů, snížil se do 50. let zájem o ně na cca 1/5.  Výroba byla ve všech případech zastavena, protože byla nerentabilní.
Na začátku 21. století bylo v Německu vyvinuto pod značkou Q-Milch vlákno, které mělo mít lepší vlastnosti než dosavadní kaseinová vlákna a dalo se vyrábět bez použití chemických prostředků.  V roce 2011 byla s účelem průmyslové výroby (2000 t/rok) založena firma Qmilch, v roce 2015 dostala vlastnice patentu a firmy  vyznamenání GreenTec Award. V roce 2017 však byl do firmy nasazen správce insolvence a v únoru 2023 byla z důvodu bezmajetnosti likvidována.
V roce 2021 se na světovém trhu nabízejí jen čínská (Milkfiber™) a japonská vlákna (Chinon™) ze směsi cca 30 % kaseinu se syntetickými materiály.